# Tatort: Altes Eisen
Altes Eisen ist ein Fernsehfilm der Krimireihe Tatort von Mark Schlichter aus dem Jahr 2011. Er ist die 50. Folge des Kölner Ermittlerteams Ballauf und Schenk.

## Handlung
Bei einer Feier flirtet Hauptkommissar Max Ballauf mit Kollegin Lydia Rosenberg und verbringt die Nacht mit ihr. Am nächsten Tag wird Ballauf zudem von seinem Bekannten Thilo Rasper ein Job als Abteilungsleiter Staatsschutz beim BKA angeboten. Da Ballauf mit Schenk zu einem Fall gerufen wird, bleibt er Rasper zunächst eine Antwort schuldig.
Hausbesitzerin Erika Roeder wurde erschossen in ihrem Bett aufgefunden. In der Tatwaffe, einem Gasdruckrevolver, fehlen zwei Projektile, doch kann am Tatort nur eins gefunden werden. Sohn Frank führt mit seiner Freundin Sophie eine Kneipe um die Ecke und fand seine Mutter tot auf. Am Vortag hatten sie noch in der Gaststätte mit anderen Laiensängern Chorlieder gesungen. Kurz nach Erika hatte der Wettbürobesitzer Peter Stamm das Lokal verlassen. Er gibt an, Erika nach Hause gefahren zu haben. Wie alle anderen Befragten bezeichnet auch er Erika als freundliche Frau, mit der er gut ausgekommen sei. Jugendliche, die in der Nähe des Hauses ihren regelmäßigen Treffpunkt haben, berichten den Ermittlern hingegen, dass Erika mit fast allen Personen Streit hatte. Am Vorabend ihres Todes habe sie zudem einen lautstarken Disput mit Stamm gehabt. Worum es dabei ging, wissen die Jugendlichen jedoch nicht. Erika sei nach dem Streit im Haus verschwunden. Im Haus leben mit Gerda Felten und der Transfrau Trudi Hütten zwei langjährige Mieter, die jedoch keinen Streit bemerkt haben wollen.
Die Ermittlungen ergeben, dass auf dem Haus eine Hypothek von 300.000 Euro lastete. Das Geld ist verschwunden und findet sich weder auf Erikas noch auf Franks Konto; Frank hatte in Erikas nebenbei betriebenem Eisenwarengeschäft zusammen mit verschiedenen Unterlagen auch eine kleinere Geldsumme entwendet und seine Freundin in Kenntnis gesetzt. Da die 300.000 Euro von der Bank zurückgefordert wurden, Erika aber offensichtlich nicht zurückzahlen wollte, drohte dem Haus die Zwangsversteigerung. In diesem Fall hätte Frank nichts geerbt. Daher gilt er als verdächtig, seine Mutter ermordet zu haben. Bei der Vernehmung sagt er jedoch aus, dass er seine Mutter trotz aller Differenzen geliebt habe. Von der Hypothek auf das Haus wisse er nichts. Auch Sophie und Peter Stamm, die früher ein Paar waren, geben sich bezüglich der 300.000 Euro ahnungslos. Ballauf und Schenk glauben, dass alle drei die Unwahrheit sagen. Trudi, die Frank auf die Wache begleitet hat, schwatzt unterdessen mit Franziska Lüttgenjohann, berichtet ihr auf Nachfrage von den Schwierigkeiten, die sie seit 30 Jahren als Frau hat, und davon, dass sie von ihrer Ehefrau geschieden wurde.
Die Ermittler kommen mit ihren Untersuchungen kaum weiter. Ganz privat steckt Ballauf in einer Krise, muss er doch erkennen, dass Lydia verheiratet ist. Aus Frustration sagt er Rasper zu, den Posten beim BKA in Wiesbaden übernehmen zu wollen. Franziska Lüttgenjohann kann den Ermittlern nur eine Randinformation geben: Trudis damalige Ehefrau war niemand anderes als Gerda Felten, um die sich Trudi, früher Arno, jetzt im Alter wie um eine Freundin kümmert. Da sich unter Erikas Bett Spuren von Trudis Perücke fanden, befragt Schenk Trudi, die jedoch angibt, die alte Frau gelegentlich zu Bett gebracht zu haben. Sie hätte ein Motiv, wurden sie und Gerda doch von Erika gemobbt. Beide Mieter sollten aus dem Haus gedrängt werden, da nur ohne Mieter ein ausreichend gewinnbringender Verkauf des Hauses möglich gewesen wäre.
Frank Roeder ist inzwischen misstrauisch geworden, glaubt er doch, dass Sophie und ihr Ex-Freund Peter Stamm vom Verbleib der 300.000 Euro wissen. Als er sieht, wie Peter Sophie Geld zusteckt und dafür ein Schriftstück erhält, rastet er aus. Er bedroht beide mit einer Axt und zerstört Peters Auto, als der davonfahren will. Peter verprügelt daraufhin Frank und später auch die, Frank zu Hilfe eilende, Trudi. Erst die zufällig eintreffenden Kommissare Ballauf und Schenk können die Kontrahenten auseinanderbringen. Sie haben Hausdurchsuchungsbefehle für Frank und Peter dabei. Eine Hausdurchsuchung wird durchgeführt, bei dieser finden sich in Franks Wohnung die Tasche mit dem gestohlenen Geld aus dem Safe und verschiedene Bankunterlagen im Zusammenhang mit der Hypothek. Frank gilt nun als dringend tatverdächtig und gibt auch zu, an eine Ermordung seiner Mutter gedacht zu haben, die ihn sein Leben lang kontrolliert habe. Er habe jedoch am Vortag ihres Todes den Gasdruckrevolver nur aufgeladen, nicht jedoch mit ihm geschossen.
Trudi verbringt mit Gerda einen erinnerungsreichen, liebevollen Nachmittag. Anschließend ruft sie Peter Stamm an und behauptet, sie wisse, was er mit den 300.000 Euro getan habe. Sie fordert ihn auf, zu ihr zu kommen, da sie ansonsten zur Polizei geht. Peter Stamm verbrennt das Schriftstück, das er von Sophie erhalten hat. Es ist ein Schuldschein, in dem er Erika bestätigt, 300.000 Euro von ihr erhalten zu haben. In Trudis Wohnung provoziert diese Peter so lange, bis er sie schlägt. Sie schreit mit blutverschmiertem Gesicht aus dem Fenster um Hilfe und stürzt sich schließlich, einen Stoß vortäuschend, vor den Augen mehrerer Zeugen aus dem Fenster in die Tiefe. Trudi wird schwerverletzt ins Krankenhaus gebracht. Peter Stamm flüchtet, stellt sich aber wenig später der Polizei. Die Ermittler haben von Sophie eine Kopie des Schuldscheins erhalten und Peter gibt zu, das Geld verspielt zu haben, wollte es jedoch zurückzahlen.
Die Ermittler erhalten einen Anruf, dass Trudi im Sterben liege. Zudem erfahren sie, dass im Krankenhaus in Gerdas Schienbein das gesuchte zweite Projektil der Gasdruckpistole gefunden wurde. Auf dem Totenbett und mit Gerdas Hilfe kommt die Wahrheit schließlich ans Licht: Nach dem Streit mit Peter war Erika in den Garten gekommen und habe wütend auf Gerda geschossen, die sie für ihre Hausmisere mitverantwortlich machte. Im Gerangel habe Gerda die Pistole an sich nehmen können und Erika bewusst erschossen. Trudi sei später dazugekommen und habe Erika in ihre Wohnung gebracht sowie Tatspuren verwischt. Ihr Sprung aus dem Fenster sollte den Tatverdacht von Gerda weg auf Peter bzw. Trudi selbst lenken. Die Ermittler merken, dass Trudis Ende naht und ziehen sich zurück. Wenig später stirbt Trudi in Gerdas Armen. Gerda lässt sich anschließend abführen.
Ballauf hat sich mit Lydia versöhnt, die von ihrem Mann verlassen wurde. Er entschließt sich nun zu Schenks Erleichterung, auf den BKA-Posten zu verzichten.

## Produktion

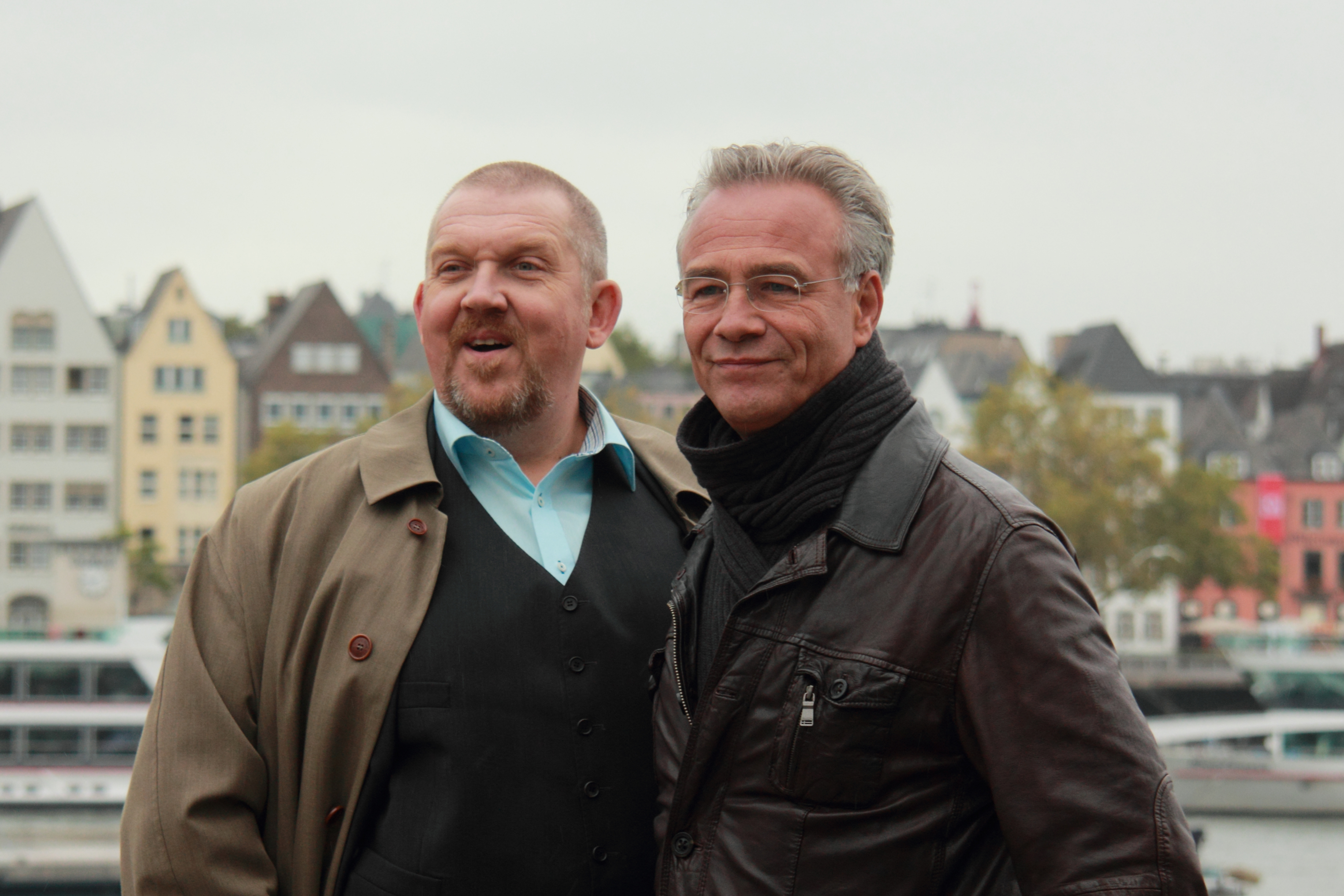
Das Ermittlerteam des Films, Ballauf (Klaus J. Behrendt, re.) und Schenk (Dietmar Bär)

Der Film wurde von Colonia Media und dem Westdeutschen Rundfunk produziert. Die Dreharbeiten fanden vom 8. Februar bis 14. April 2011 in Köln und der Umgebung statt. Die genauen Drehorte befanden sich in einer alten, noch original erhaltenen, Eisenwarenhandlung in der Marsiliusstraße (Köln-Sülz) und in der Taunusstraße (Ecke Feldbergsstraße) in Köln-Humboldt.
Altes Eisen erlebte am 4. September 2011 auf Das Erste seine Fernsehpremiere. Die Erstausstrahlung wurde in Deutschland insgesamt von 8,00 Millionen Zuschauern gesehen und erreichte einen Marktanteil von 23,2 Prozent; in der Gruppe der 14–49-jährigen Zuschauer konnten 2,54 Millionen Zuschauer und ein Marktanteil von 16,9 % erreicht werden.

## Rezeption

### Kritik
„„Altes Eisen“ ist der 50. Fall des Kölner „Tatort“-Duos. Schenk und Ballauf, die sich seit 1997 hervortun durch kumpelhaftes Gebaren und politische Korrektheit mit oftmals zu vorbildlicher Haltungsnote, machen ihrem „Image“ auch im Jubiläumsfall alle Ehre: hier Freddy Schenks Selbstgefälligkeitsposen, dort Max Ballaufs Betroffenheitsmiene. Doch es hält sich im Rahmen. Gelungener Whodunit, der „auflebt“ zwischen tragischen Zwischentönen und ansprechender Machart, zwischen Edgar Selge und Mark Schlichters stimmiger Regie.“

„„Es ist immer das Gleiche in Köln“, stöhnt irgendwann während der Ermittlungsarbeit Kommissar Schenk: „Alle machen auf dicke Hose, und dahinter gibt es nur Hass und Streit.“ Tatsächlich kommt Köln nicht so ganz gut weg im Jubiläums-„Tatort“. Doch lehrt dieses „Alte Eisen“: Es kann ganz wunderbar gelingen, einem Fernsehkrimi sein Lokalkolorit zu geben – und trotzdem alle Beteiligten für den Zuschauer verständlich sprechen zu lassen. Dieser Kölner „Tatort“ beweist, dass die Kölner alles können, sogar Hochdeutsch.“

„Ihre 50. Folge bringt den Kölner Kommissaren einiges an emotionaler Aufregung. Nicht nur Max' Verliebtheit irritiert die Zusammenarbeit, auch ein Versetzungsangebot zum BKA nach Wiesbaden sorgt für Unruhe im Team. […] Wenn Behrendt und Bär auch über die Jahre eins geworden zu sein scheinen mit Ballauf und Schenk, wird dieser "Tatort" doch von einer anderen Figur überstrahlt: Edgar Selge brilliert als einfühlsame, sorgende und sympathische Trudi, sodass jede Szene ohne ihn ein Gefühl der Leere hinterlässt. Dank dieser Besetzung gelingt dem "Alten Eisen", woran sonst viele "Tatorte" scheitern: das Abhandeln mehrerer inhaltlicher Großthemen. Nahezu gleichberechtigt stehen die Schwerpunkte Gentrifizierung und Transsexualität nebeneinander und werden doch beide mit einer gewissen Tiefe lebendig.“

„Die neue TV-Saison [beginnt] nun also mit einem "Tatort" aus Köln. Vordergründig ist die Geschichte kaum aufregender als die Darbietungen der alpinen Nachbarn. Die Brisanz steckt im Detail: Aus Sicht der Kölner betreibt ihr Haussender WDR Nestbeschmutzung.“

„Seit 50 Fällen schickt der Kölner "Tatort" die Kommissare Ballauf und Schenk ins Rennen. Dass sich die Ermittler wie ein altes Ehepaar benehmen, sehen sie inzwischen selbst ein, was die Angelegenheit für den Zuschauer aber nicht besser macht. Wäre da nicht Transe Trudi gewesen.“

„Einen soliden Auftritt zeigen die beiden Kölner Ermittler. Für mehr reicht es allerdings nicht. Vieles hat sich im mittlerweile 50. Fall von Schenk und Ballauf eingespielt - wie in einer alten Ehe.“

„Im Zentrum des gestrigen «Tatorts» stand ein alter Mann in Frauenkleidern. Leider übernahm am Ende doch noch die Political Correctness das Diktat.“

### Trivia

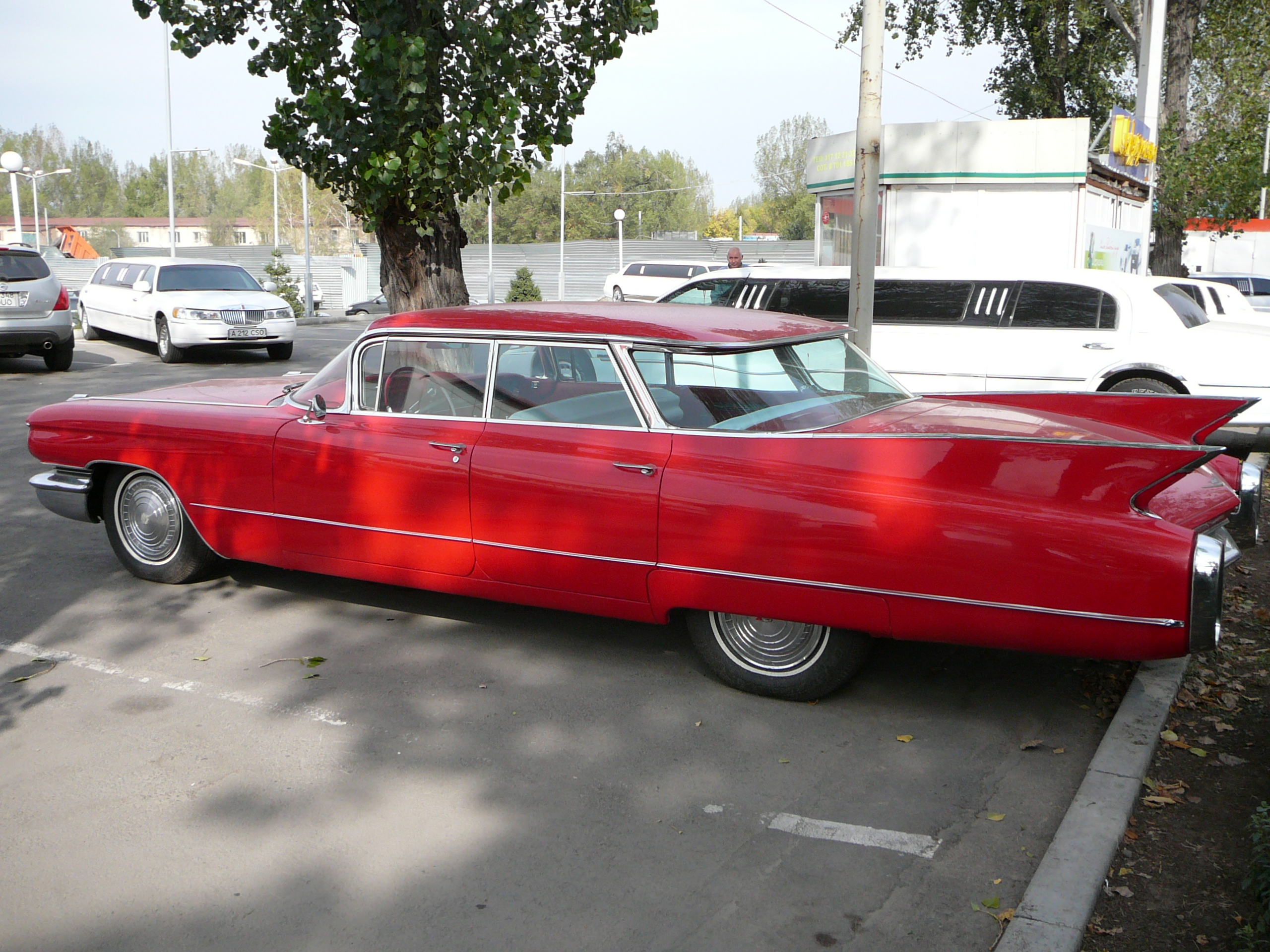
Mit einem solchen Fahrzeug sind die Ermittler unterwegs

In dieser Folge fährt Freddy Schenk einen besonders spektakulären Dienstwagen. Das Auto glänzt mit opulenten Außenmaßen (5,715 m lang, 2,029 m breit) und extrem spitzen Heckflossen. Es ist ein schwarzer viertüriger Cadillac-Straßenkreuzer vom Typ Series 62 (4-window-sedan) von 1960 mit dem Kennzeichen K-XT 19H.